# Capurro
Capurro és un barri costaner del sud de Montevideo, Uruguai. Al costat de Bella Vista, formen el barri compost de Capurro-Bella Vista.
Limita amb els barris de La Teja al nord-oest, Prado al nord-est, Bella Vista al sud-est i envolta la Badia de Montevideo al sud-oest.

## Mapa

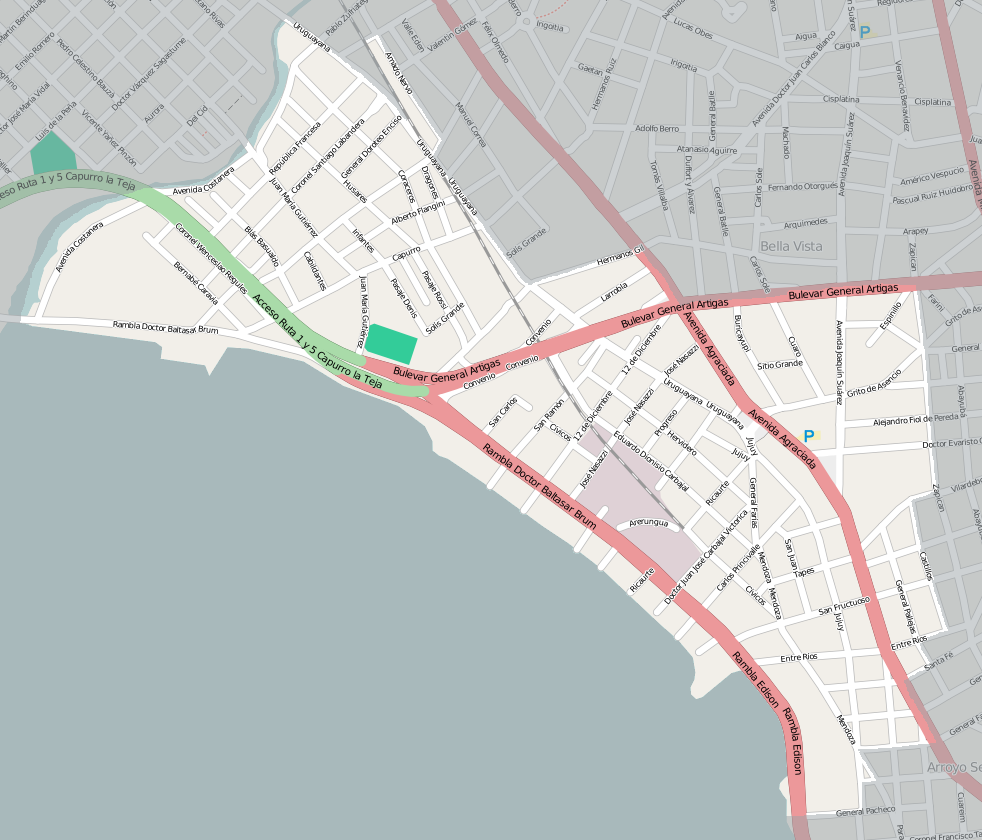
Mapa de Capurro-Bella Vista amb els carrers principals.